# I sproget er jeg
|  | Denne artikel er oprettet af botten PalnaBot ud fra en ekstern database. Den kan derfor have sproglige fejl eller mangler. Denne skabelon kan fjernes efter kontrol af indholdet. |

I sproget er jeg er en film instrueret af Janus Billeskov Jansen, Signe Byrge Sørensen.

## Handling
»Voices of the World« er en antologi med to dokumentarfilm om sprogets betydning for folk i hele verden. Vi tænker, vi taler vi skriver. Uden sprog ville vi ikke være mennesker. Af verdens 6500 sprog vil halvdelen forsvinde. Filmen diskuterer verdens sproglige mangfoldighed. Der er voldens sprog, det døende sprog, minoriteternes sprog, de unges sprog og de nye sprog. Hvad gør globaliseringen ved sprog?